# 新城新藏

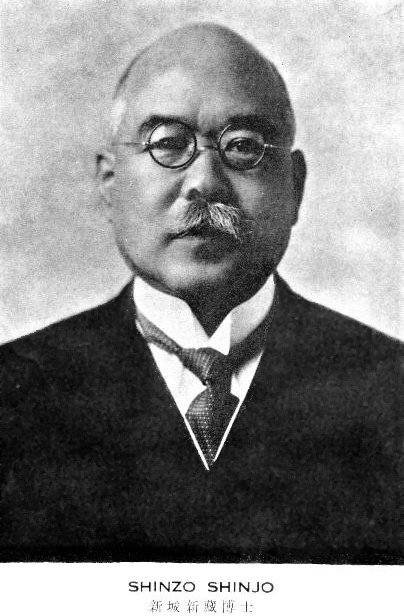
新城新藏

新城新藏（1873年8月26日—1938年8月1日）是一位日本天文学者、東洋学者、理学博士。专攻宇宙物理学和中国古代历术。

## 生平
1873年出生于日本福島县会津若松市，1895年在帝国大学理科大学物理学科毕业，1897年任陸軍砲工学校教授；1900年任京都帝国大学理工科助教授。1929年任京都大学校長。1935年任中国上海自然科学研究所第二任所長，1938年於南京病故。

## 著作
- 《宇宙進化論》（丸善、1916年）
- 《天文大観》（岩波書店、1919年）
- 《迷信》（興学会出版部、1925年。1939年恒星社新版）
- 《最近宇宙進化論十講》（龍谷大学出版部、1925年）
- 《天文学概観》（興学会出版部、1926年）
- 《宇宙大観》（岩波書店、1927年）
- 《東洋天文学史研究》（弘文堂、1928年，中文版由沈璿翻譯，中華學藝社於1933年出版，台灣翔大圖書有限公司1993年11月重印，ISBN 9789578651128）
- 《こよみと天文》（弘文堂、1928年）
- 《戦国秦漢の暦法》（東洋天文学史研究別冊、1928年）
- 《物理及ビ化学・宇宙物理学》（岩波書店・岩波講座）

## 外部連結
- 河北降將黃鉞新城新藏，胡文輝 著，2009年11月22日《南方都市報》